# ذخیره‌گاه طبیعی وزیهوی
ذخیره‌گاه طبیعی وزیهوی (به لاتین: Wazihwei Nature Reserve) یک ذخیره‌گاه طبیعی در تایوان است که در Bali District واقع شده‌است.